# پل فورنل
پل فورنِل (به فرانسوی: Paul Fournel) زادهٔ ۲۰ مه ۱۹۴۷ درشهر سن-اتین، نویسنده معاصر فرانسوی است.

## زندگی‌نامه
پل فورنِل فارغ‌التحصیل مدرسهٔ عالی سَن-کلو است. سرآغاز کار او در ۱۹۸۲ به عنوان ویراستار "Encyclopædia Universalis" در انتشارات هاشت (Hachette) بود. فورنل علاوه بر نگارش بیش از ۳۰ رمان و مجموعه داستان کوتاه، مدیر آلیانس در سانفرانسیسکو (۱۹۹۶ تا ۲۰۰۰) و رایزن فرهنگی سفارت فرانسه در قاهره (۲۰۰۰ تا ۲۰۰۳) بوده است.

## آثار مهم
- Clefs pour la littérature potentielle, 1972
- Besoin de vélo, 2001
- Les Animaux d'amour, 2007
- Le Livre de Gabert, 2023